# 阿布哈兹共产党
阿布哈兹共产党是阿布哈兹的一个共产主义政党。该党成立于1995年3月4日。它的意识形态是共产主义、马克思列宁主义。它的政治立场是左翼。总部位于苏呼米。它是共产党联盟－苏联共产党的成员。